# Callilitha
Callilitha is een geslacht van vlinders uit de familie van de grasmotten (Crambidae), uit de onderfamilie van de Acentropinae. De wetenschappelijke naam en de beschrijving van dit geslacht zijn voor het eerst gepubliceerd in 1959  door Eugene Gordon Munroe. De soorten van dit geslacht komen voor op de Solomoneilanden.

## Soorten
- C. boharti Munroe, 1959
- C. tenaruensis Munroe, 1959